# ملکه اسکالا
ملکه اسکالا (ایتالیایی: Queen of the Scala) یک فیلم درام ایتالیایی است که در سال ۱۹۳۷ منتشر شد.

## بازیگران
- جوزپه آدوباتی
- ماریو فراری
- لورا سولاری
- اسوالدو والنتی
- روبی دالما
- جووانی چیمارا
- ساندرو سالوینی
- اِرمانو رووِری